# O. F. Weidling
O. F. Weidling (* 2. August 1924 in Piesau; † 6. Januar 1985 in Dresden; eigentlich Otto Franz Weidling) war ein deutscher Moderator und Conférencier in der DDR.

## Leben
Weidling verbrachte nach dem Zweiten Weltkrieg sechs Jahre in einem sowjetischen Strafgefangenenlager in Sibirien.
Weidling begann seine Bühnenkarriere im Jahr 1955. Die von ihm erfundene und moderierte Talkshow Treff mit O.F. machte ihn Anfang der 1980er-Jahre in der DDR endgültig populär. Er moderierte zweimal die Unterhaltungsshow Ein Kessel Buntes.
O. F. Weidling, dessen Markenzeichen das schwarze Smokingjackett mit rotem Futter war, wurde vom Publikum für seine mit bissiger Satire vorgebrachte Kritik an den wirtschaftlichen und politischen Verhältnissen in der DDR geliebt („Unsere Nationalmannschaft hat gegen die UdSSR gespielt, wir haben gewonnen, wir haben uns auch schon dafür entschuldigt...“).
Als Weidling am 27. April 1984 vor der Partei- und Staatsführung in Ost-Berlin den neuen Friedrichstadt-Palast als Moderator eröffnete, machte er Scherze über Ausreisen und Güterversorgung. Dem in den ersten Reihe sitzenden SED-Wirtschaftsminister Günter Mittag missfielen Pointen, die Weidling über den im Jahr zuvor von Franz Josef Strauß eingefädelten Milliardenkredit an die DDR machte. In der zwei Tage später ausgestrahlten Wiederholung der Fernsehaufzeichnung wurden nicht nur die kritischen Äußerungen, sondern fast alle Szenen, in denen Weidling auftrat, herausgeschnitten. Weidling wurde aus dem DDR-Fernsehen verbannt und faktisch mit einem Berufsverbot belegt.

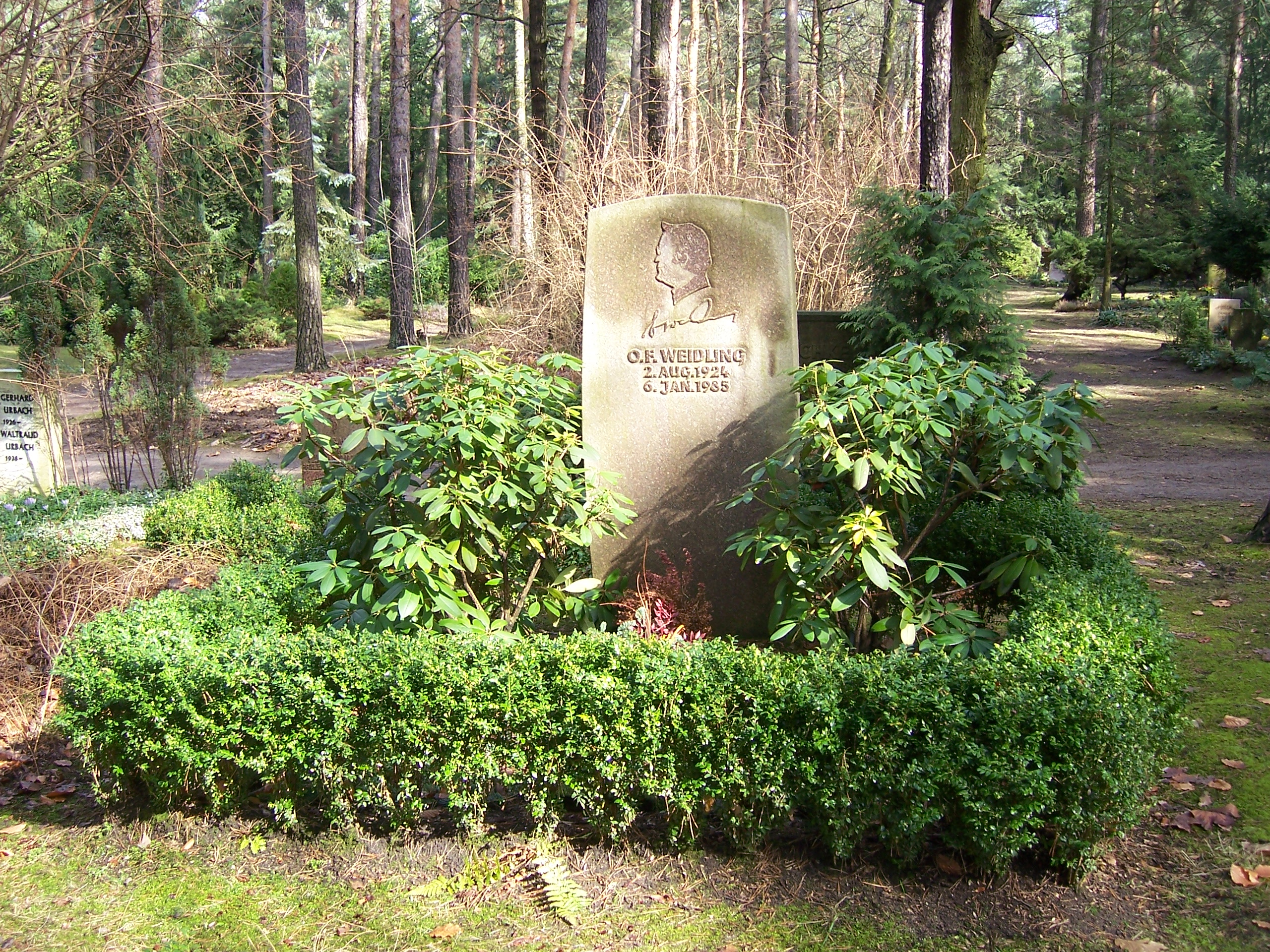
Grabstätte von O. F. Weidling

Nur kurze Zeit später starb Weidling am 6. Januar 1985 im Alter von 60 Jahren an den Folgen mehrerer schwerer Erkrankungen. Unter großer öffentlicher Anteilnahme wurde er auf dem Heidefriedhof in Dresden beigesetzt.
Im Jahr 2022 wurde im Dresdner Stadtteil Albertstadt eine Straße im Neubaugebiet Ecke Marienallee/Stauffenbergallee nach ihm benannt.

## Familie
O. F. Weidling war in zweiter Ehe mit der Artistin Ingrid (geborene Schubert) verheiratet. Gemeinsam hatten sie zwei Söhne. Der 1966 geborene Sohn Carsten Weidling ist Schriftsteller, Globetrotter und ebenfalls Fernsehmoderator und war beim MDR Gastgeber der Talkshow „Riverboat“. Zudem ist er Fernsehautor, Moderator und Produzent weiterer TV-Sendungen.

## Auszeichnungen
- 1977: Kunstpreis der DDR[6]
- 1981: Nationalpreis der DDR[7]